# Luidheid

Lijnen van gelijke luidheid. Op de horizontale as de frequentie van het geluid in Hz

Luidheid of loudness is een objectieve weergave van het subjectief beleefde geluidsniveau.
De luidheid wordt bepaald voor een persoon met gemiddeld gehoor. Als eenheid wordt de phon of foon gebruikt.
In tegenstelling tot de eenvoudiger dB(A), wordt in de luidheid niet alleen met de sterkte van het geluid rekening gehouden, maar ook met frequentie in relatie tot  geluidsintensiteit. Zo is het gehoor van mensen bij de laagste frequenties niet lineair. Zachte geluiden met een lage frequentie zijn moeilijk waarneembaar. Vanaf een bepaald niveau worden deze frequenties beter hoorbaar. De lijnen met een gelijke luidheid (isofonen) liggen daarom bij lage frequenties dichter bij elkaar dan bij hogere frequenties. Dat betekent dat lage frequenties veel sneller van zacht naar luid aanzwellen dan hoge.

## Normalisatie
Audionormalisatie is een type normalisatie waarmee waargenomen niveaus worden gelijkgetrokken, zodat bijvoorbeeld televisiereclame niet harder klinkt dan een regulier programma. Deze invoering van luidheidnormalisatie door de European Broadcasting Union is ook wel bekend als richtlijn EBU R128. Ook passen veel cloud-gebaseerde muziekplatforms tegenwoordig standaard normalisatie toe.